# ディック・リチャーズ
ディック・リチャーズ（Dick Richards、1936年 - ）はアメリカ合衆国の映画監督、映画プロデューサー、写真家、CMディレクター。

## 略歴
1960年代、『ライフ』、『エスクワイア』、『ヴォーグ』など一流雑誌で写真家として活躍。また、広告写真やテレビCMに携わり、多くの賞を受賞している。5年の歳月をかけて製作した『男の出発（たびだち）』（1972年公開）で映画監督としてデビュー。カウボーイを夢見る16歳の少年を主人公にしたこの異色の西部劇が話題を呼んだ。アラン・アーキン演じる、さえない中年男と二人の不良娘のロードムービー『ブルージーンズ・ジャーニー』を経て、名探偵フィリップ・マーロウをロバート・ミッチャムが演じたサスペンス映画『さらば愛しき女よ』（原作レイモンド・チャンドラー）を監督。1983年の『愛の7日間』では幸福な家庭を築いている大学教授が、10年前に旅先で1度だけ関係を持った女性との間に生まれた隠し子の登場で揺れる様を描いている。

## 監督作品
- 男の出発 The Culpepper Cattle Company (1972) - 監督、原案
- ブルージーンズ・ジャーニー Rafferty and the Gold Dust Twins (1975)
- さらば愛しき女よ Farewell, My Lovely (1975)
- 外人部隊フォスター少佐の栄光 March or Die (1977) - 監督、原案、製作、日本未公開・TBSで放映
- Death Vally (1982)
- 愛の7日間 Man, Woman and Child (1983)
- ビッグ・ヒート Heat (1986) - 日本未公開

## 製作作品
- トッツィー　Tootsie (1982)